# Bulb galàctic
En astronomia, es diu bulb galàctic o protuberància galàctica el grup central d'estrelles que es troba en la majoria de les galàxies espirals. La seva distribució espacial és més o menys el·lipsoïdal, en contraposició a la distribució plana del disc.
Els bulbs estan composts normalment per estrelles tipus població II, petites, vermelles i velles. Això és així perquè totes les estrelles van néixer juntes amb la galàxia, fa diversos milers de milions d'anys. Només les estrelles petites i vermelloses poden viure tant de temps (vegeu evolució estel·lar). Aquesta component de la galàxia té molt poca quantitat de gas i pols en contraposició al disc galàctic. Això explica la relativament baixa quantitat d'estrelles joves i blaves que hi ha en el bulb, ja que aquestes es formen a partir d'aquest gas.
Es creu que la majoria dels bulbs galàctics alberguen un forat negre supermassiu en el centre. Aquests forats negres mai no han estat observats directament, però n'hi ha moltes proves indirectes.
Alguns bulbs galàctics tenen estrelles blaves població I, estrelles joves, o una barreja de les dues poblacions. Encara sense arribar a comprendre del tot aquest fenomen, se suposa freqüentment que és una evidència de la interacció amb una altra galàxia (com una fusió galàctica), que insufla gas renovat al centre i fomenta la formació de noves estrelles.